# Kulturutredningen 1993
Kulturutredningen 1993 var en statlig utredning i Sverige tillsatt av Regeringen Carl Bildt 1993.
Det kulturpolitiska landskapet i Sverige förändrades i slutet av 1980-talet och början av 1990-talet. 1970-talets kulturpolitik var skapad för ett samhälle med stark ekonomisk expansion. Den ekonomiska expansionen planade ut på 1980-talet och tidsandan och kulturbegreppet förändrades. Uppdelningen i hög- och lågkultur, kommersiell och ideell kultur blev mindre relevant. Den tidigare föraktade populärkulturen blev nu accepterad även i finrummen. 1980-talets fokus på individens utveckling påverkade även kulturlivet. I det nya landskapet tycktes inte 1970-talets kulturpolitik kunna ge vägledning.
Regeringen Carl Bildt beslutade 1993 att tillsätta en ny utredning med syfte att bland annat "göra en utvärdering av kulturpolitikens hittillsvarande inriktning med utgångspunkt i 1974 års kulturpolitiska mål" och att "göra en samlad bedömning av vilka krav och utmaningar som kulturpolitiken har att möta under 1990-talet och på längre sikt". Utredningens betänkande SOU 1995:85 Tjugo års kulturpolitik 1974-1994 : en rapport från Kulturutredningen  lämnades till Ingvar Carlssons tredje regering 1995. Regeringen överlämnade sin proposition 1996/97:3 till riksdagen den 12 september 1996. och den godkändes av riksdagen den 19 december samma år.
Denna gång valde man att inte föreslå några genomgripande förändringar av kulturområdets övergripande struktur. Dock innehöll betänkandet i jämförelse med 1972 års betänkande en viss förskjutning i perspektiv: kulturpolitiken beskrevs nu inte som inriktad enbart till fördel för hela samhället. Istället skiftades fokus till att bli något mer inriktat på den enskilde individen. Kulturens betydelse för identiteten blev således viktigare, liksom respekten för den enskildes valfrihet. En annan viktig förändring var ett större fokus på kulturarvsfrågor och att de kulturpolitiska målen (så som de formulerades i propositionen) omfattade frasen "att bevara och bruka kulturarvet." Kulturarvet uppfattades alltså inte längre som en del av det förflutna utan också som någonting som kunde användas för att förstå och påverka samtiden.
Även för denna kulturutredning var det emellertid självklart att kulturpolitik handlade om de redan erkända institutionerna och verksamhetsområdena. Till dessa fogades nu även frågor rörande exempelvis design och arkitektur. Några stora nya institutionella satsningar blev det dock inte. Mer omfattande blev istället satsningarna på världskultur och den stora satsningen i kulturpropositionen som kom året därpå, var planerna på det nya Världskulturmuseet som skulle byggas i Göteborg, ett projekt som inte ens ingått i utredningens förslag.
De nationella kulturpolitiska målen enligt kulturpropositionen 1996/97:3
- att värna yttrandefriheten och skapa reella förutsättningar för alla att använda den,
- att verka för att alla får möjlighet till delaktighet i kulturlivet och till kulturupplevelser samt till eget skapande,
- att främja kulturell mångfald, konstnärlig förnyelse och kvalitet och därigenom motverka kommersialismens negativa verkningar,
- att ge kulturen förutsättningar att vara en dynamisk, utmanande och obunden kraft i samhället,
- att bevara och bruka kulturarvet,
- att främja bildningssträvandena samt
- att främja internationellt kulturutbyte och möten mellan olika kulturer inom landet.